# Дибровка (Ровненская область)
Дибровка (укр. Дібрівка) — село в Великоомелянской сельской общине Ровненского района Ровненской области Украины.
Население по переписи 2001 года составляло 117 человек. Почтовый индекс — 35364. Телефонный код — 362. Код КОАТУУ — 5624683703.